# NGC 963
NGC 963 је галаксија у сазвежђу Кит која се налази на NGC листи објеката дубоког неба.
Деклинација објекта је - 4° 12' 56" а ректасцензија 2h 30m 31,1s. Привидна величина (магнитуда) објекта NGC 963 износи 13,9 а фотографска магнитуда 14,5. NGC 963 је још познат и под ознакама IC 1808, MCG -1-7-17, KUG 0228-044, PGC 9545.